# Ta Prohm
Ta Prohm (em quemer: ប្រាសាទតាព្រហ្ម) é o nome moderno de um dos templos de Angkor, na Província de Siem Reap, no Camboja. Construído no estilo Bayon no final do século XII e início do século XIII, e originalmente chamado Rajavihara (em qumer: រាជ វិហារ). 
Ta Prohm faz parte do complexo de templos construídos na zona de Angkor, a antiga capital do Império khmer durante a sua época de esplendor, entre os séculos IX e XV, está localizado aproximadamente um quilômetro a leste de Angkor Thom e no extremo sul da East Baray, foi fundado como um mosteiro Budista Mahayana e universidade pelo rei Khmer Jayavarman VII, que reinou de 1181 a 1220.
Diferentemente da maioria dos templos de Angkor, Ta Prohm foi deixado em grande parte na mesma condição em que foi encontrado: a combinação fotogênica e atmosférica de árvores que crescem a partir das ruínas e da selva envolvente, que fizeram dele um dos templos de Angkor mais populares entre os visitantes.

## História da Ta Prohm

### Fundação e a expansão

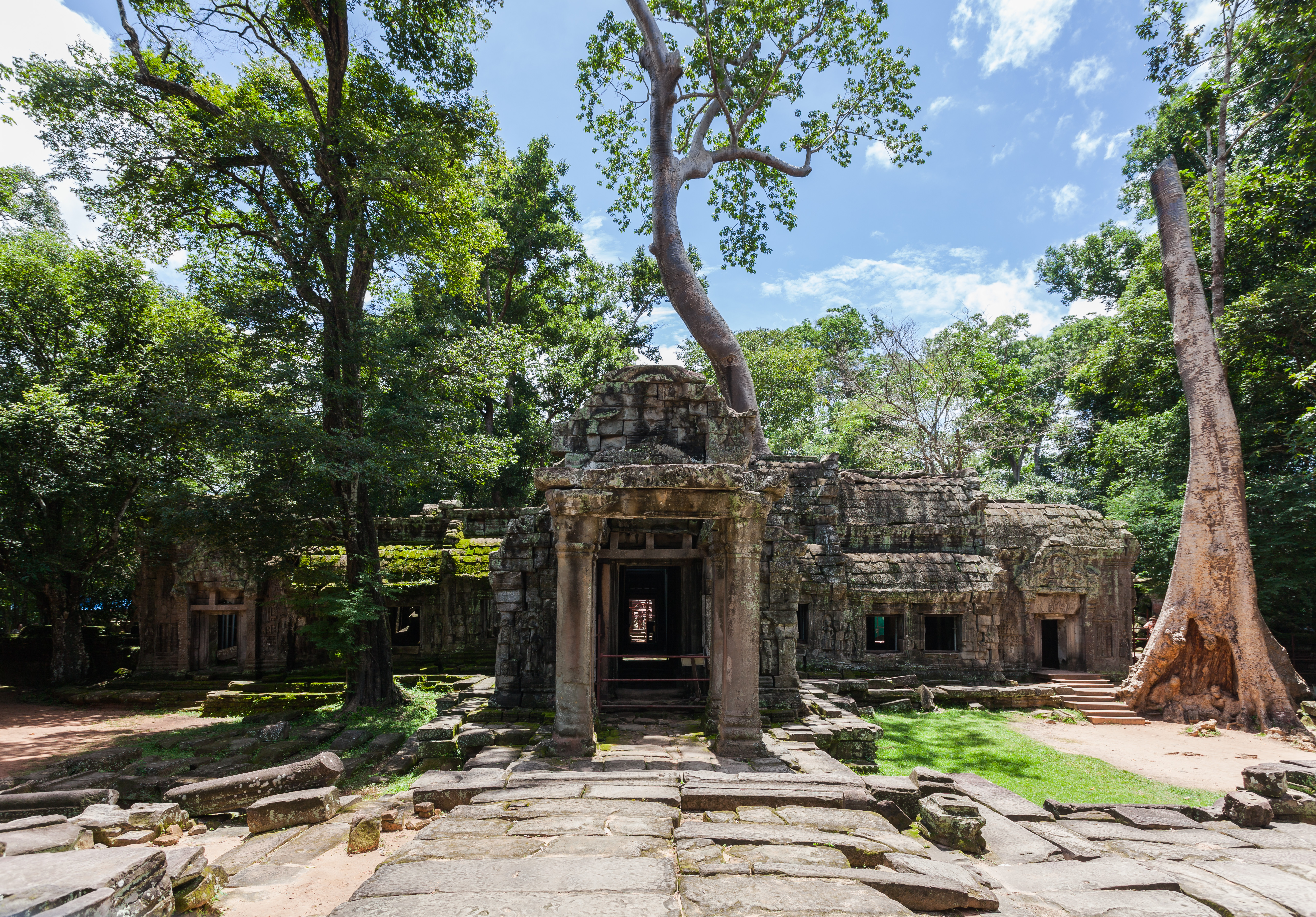
Templos e Natureza

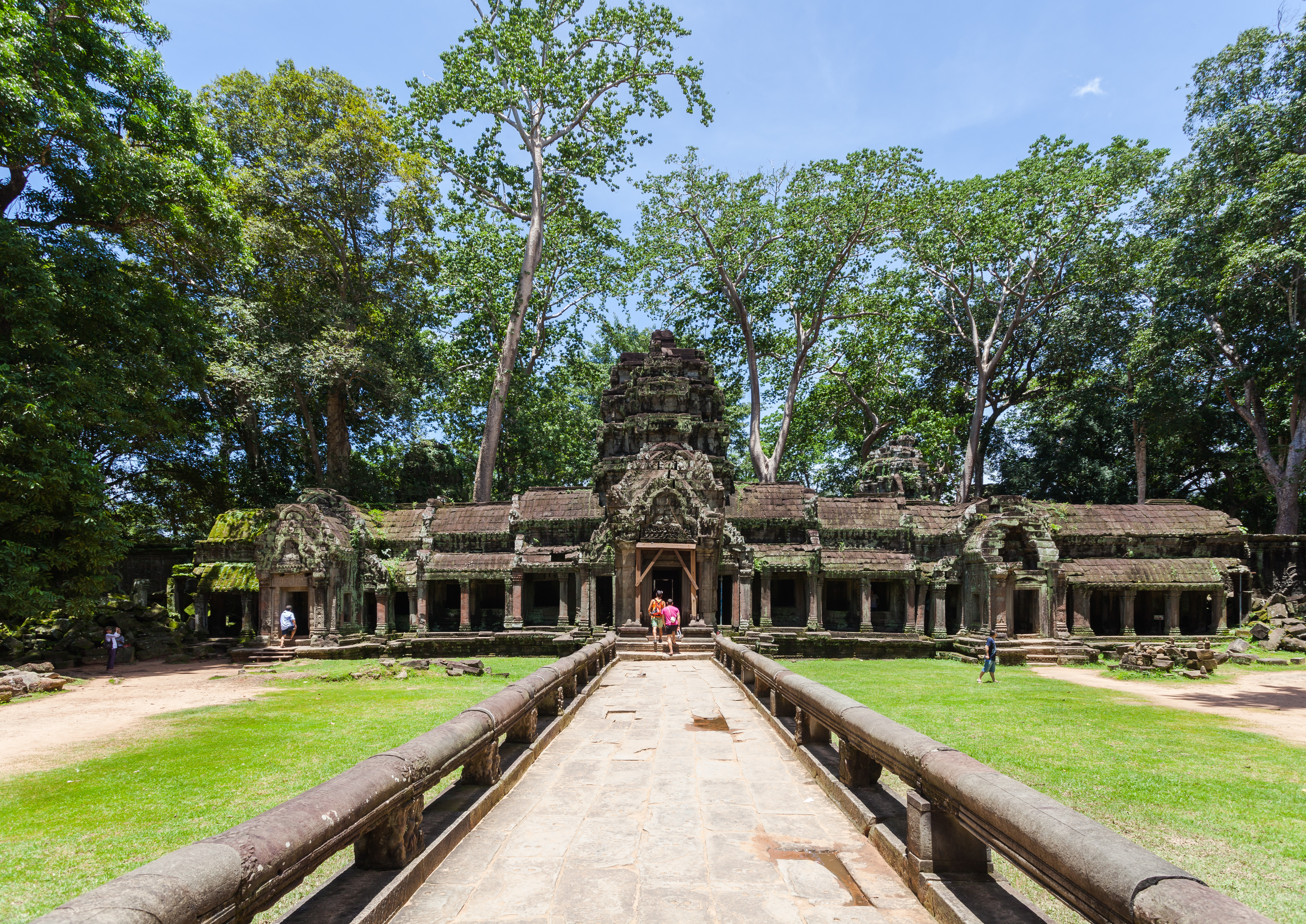
Uma das entradas laterais

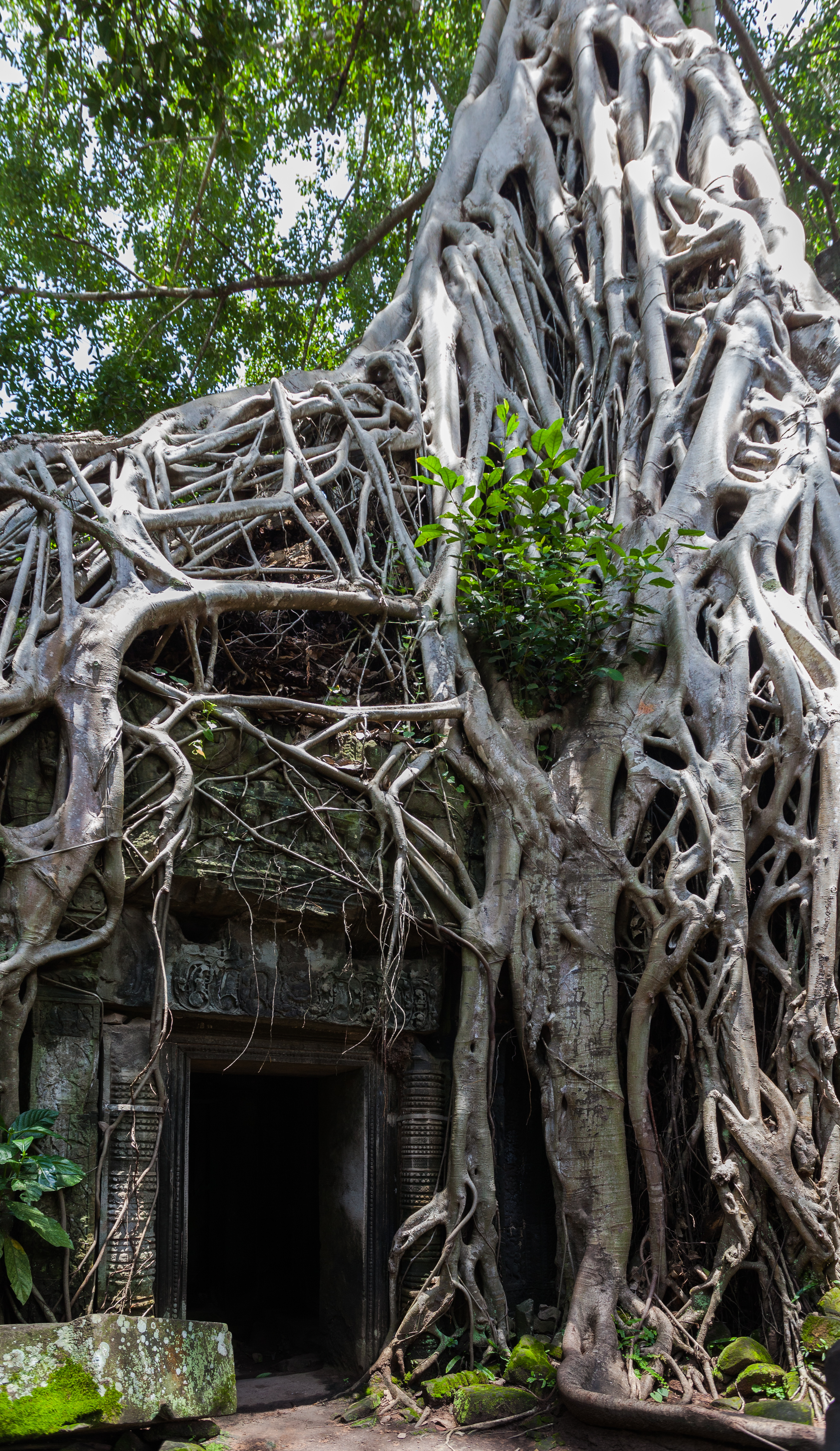
Entrada con raízes

Depois de subir ao trono do Camboja em 1181 AD, Jayavarman VII iniciou em um programa massivo de construção de obras públicas. Rajavihara ("templo real"), hoje conhecido como Ta Prohm ("Ancestral Brahma"), foi um dos primeiros templos fundados pelo programa. A estela comemorando a fundação dá a data de 1186 AD.
Jayavarman VII construi Rajavihara em honra de sua família. A imagem principal do templo, Prajnaparamita, representando a personificação da sabedoria, foi modelada na mãe do rei.
Os templos do lado norte e sul no terceiro recinto foram dedicados ao guru do rei, e ao seu irmão mais velho respectivamente. Ta Prohm forma um par com o templo e mosteiro de Preah Khan, dedicado este em 1191 AD, a imagem principal, que representa o Bodhisattva da compaixão, (Lokesvara),  foi inspirado no pai do rei.
Os registros do templo na estela citam que o local foi a residencia de mais de 12.500 pessoas (incluindo 18 sacerdotes e 615 bailarinos), com um adicional de 80 mil pessoas nas aldeias vizinhas trabalhando na prestação de serviços e suprimentos.
A estela também observa que o templo acumulou riquezas consideráveis, incluindo o ouro, pérolas e sedas.    Expansões e melhoramentos ao Ta Prohm continuaram até o reinado de Srindravarman, no final do século XIII.

### Abandono e restauração

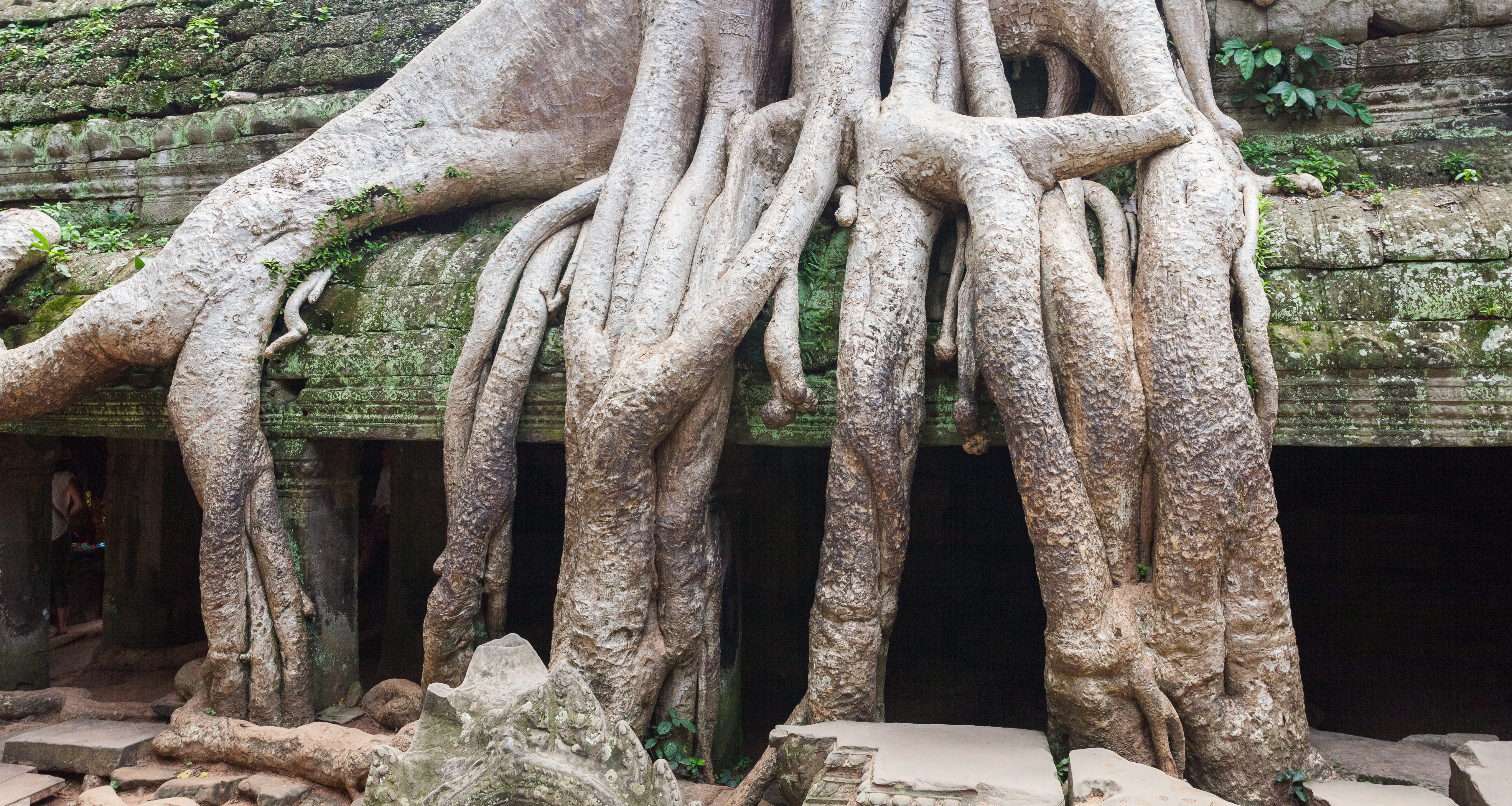
Raízes correndo ao longo da galeria.

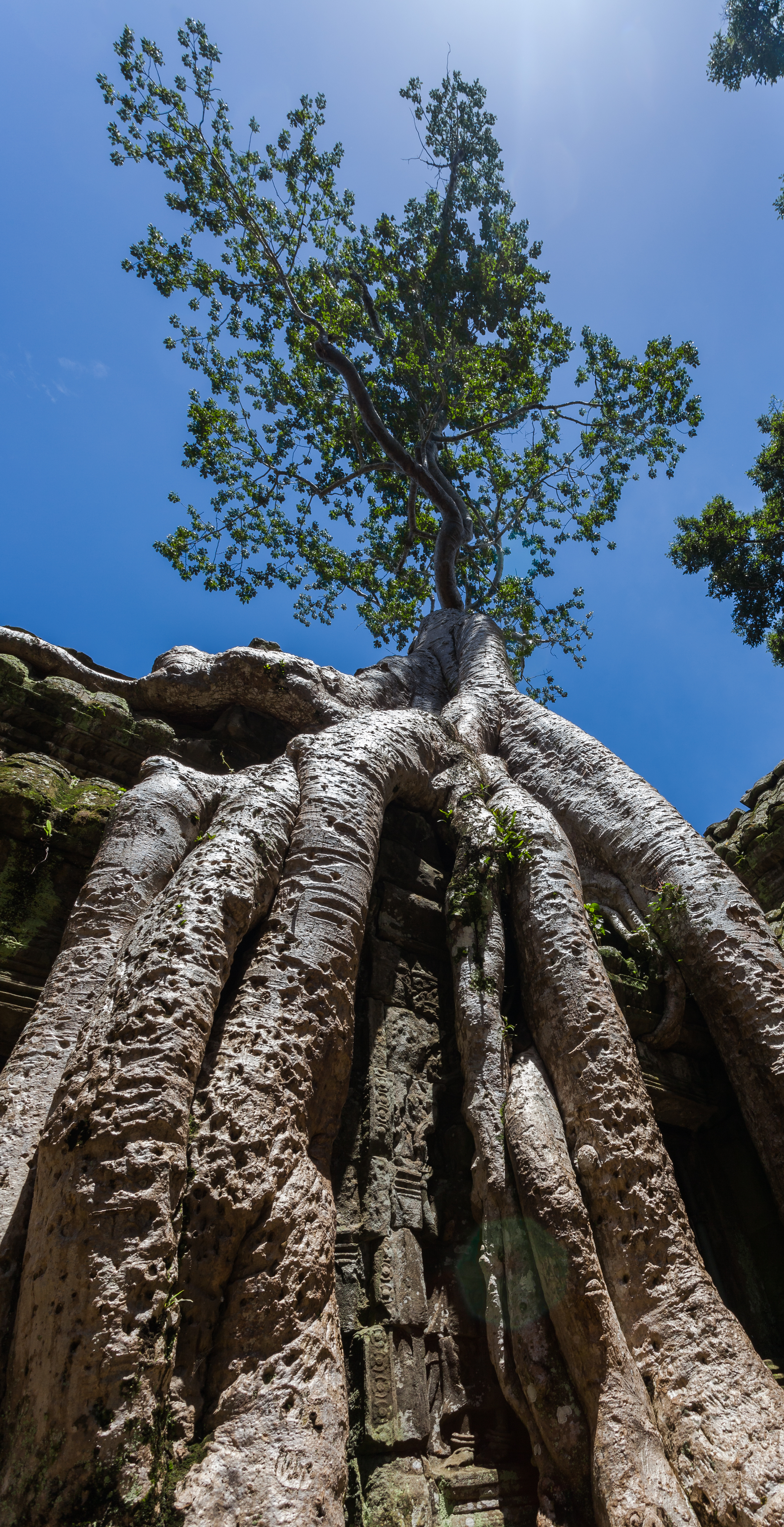
Árvore sobre um edifício.

Após a queda do império Khmer no século XV, o templo de Ta Prohm foi abandonado e negligenciado por séculos. Quando o esforço para conservar e restaurar os templos de Angkor começou no início do século XX, a "École Française d'Extrême-Orient", que tinha sido fundada em 1898 visando estudar o patrimônio artístico da Indochina sob domínio francês, decidiu que Ta Prohm seria deixado em grande parte como tinha sido encontrado, como uma concessão "para o gosto geral para a pitoresco". De acordo com estudioso pioneiro de Angkor, Maurice Glaize, Ta Prohm foi escolhida porque era "um dos mais imponentes templos e aquele que melhor se fundiu com a selva, mas ainda não ao ponto de se tornar uma parte dela".   No entanto, muito trabalho tem sido feito para estabilizar as ruínas, para permitir o acesso, e para manter "esta condição de negligência aparente".
A partir de 2010, no entanto, as autoridades começaram a ter uma abordagem mais agressiva para a restauração. Todas as plantas e arbustos foram removidas e algumas das árvores também foram removidas.  Um guindaste foi erguido e uma grande quantidade de trabalhos de construção está em andamento para restaurar o templo. Passarelas de madeira, plataformas e trilhos têm sido postos em diversos lugares dentro do templo, e que agora bloqueiam algumas das oportunidades de fotografar o anteriormente famoso cartão-postal.
A maioria das trabalhos de restauração são levados a cabo mediante o método da "reintegração" ou anastilose; um processo de reconstrução consistente em recolocar as peças originais derrubadas, ou em alguns casos até mesmo elaborar novamente as peças faltantes —desde quando exista informação suficiente para o fazer fielmente—. Outra técnica utilizada consiste em desmontar peça por peça o monumento para proceder à sua limpeza ou à sua consolidação, para posteriormente restituí-lo ao seu estado original.

## O local

### Disposição
O projeto de Ta Prohm é a de um típico plano templo Khmer (em oposição a um templo pirâmide ou templo montanha, com níveis internos que são mais elevados do que o exterior). Cinco paredes retangulares cercam um santuário central, e como a maioria dos templos Khmer, Ta Prohm é orientado para o leste, de modo que o próprio templo é um retrocesso para o oeste ao longo de um eixo leste-oeste alongado. A parede mais externa, de 1000 por 650 metros abrange uma área de 650.000 metros quadrados, que teria sido o local de uma importante cidade, mas que é agora amplamente arborizadas.

## A arte representativa

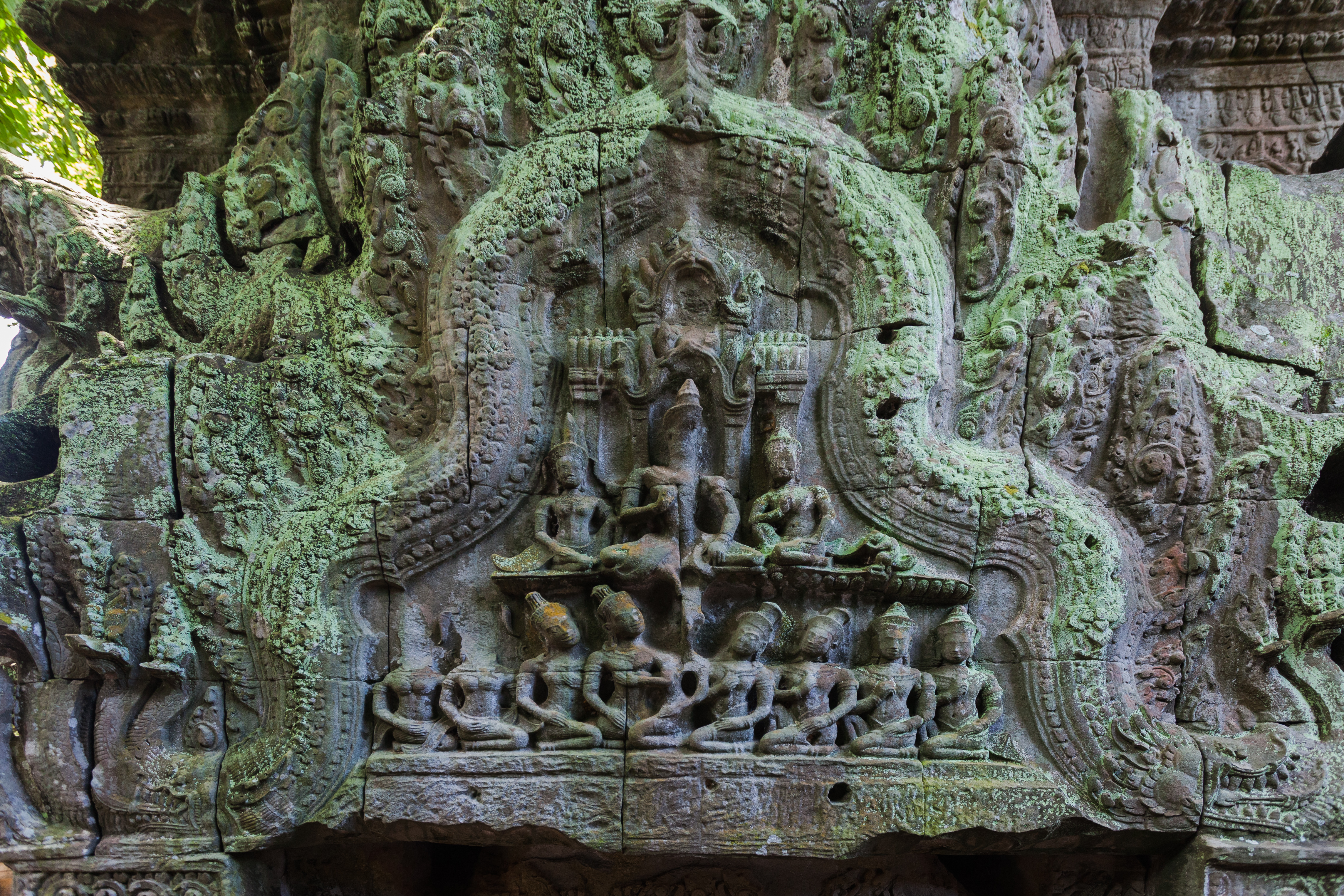
A baixo-relevo sobre uma entrada em Ta Prohm

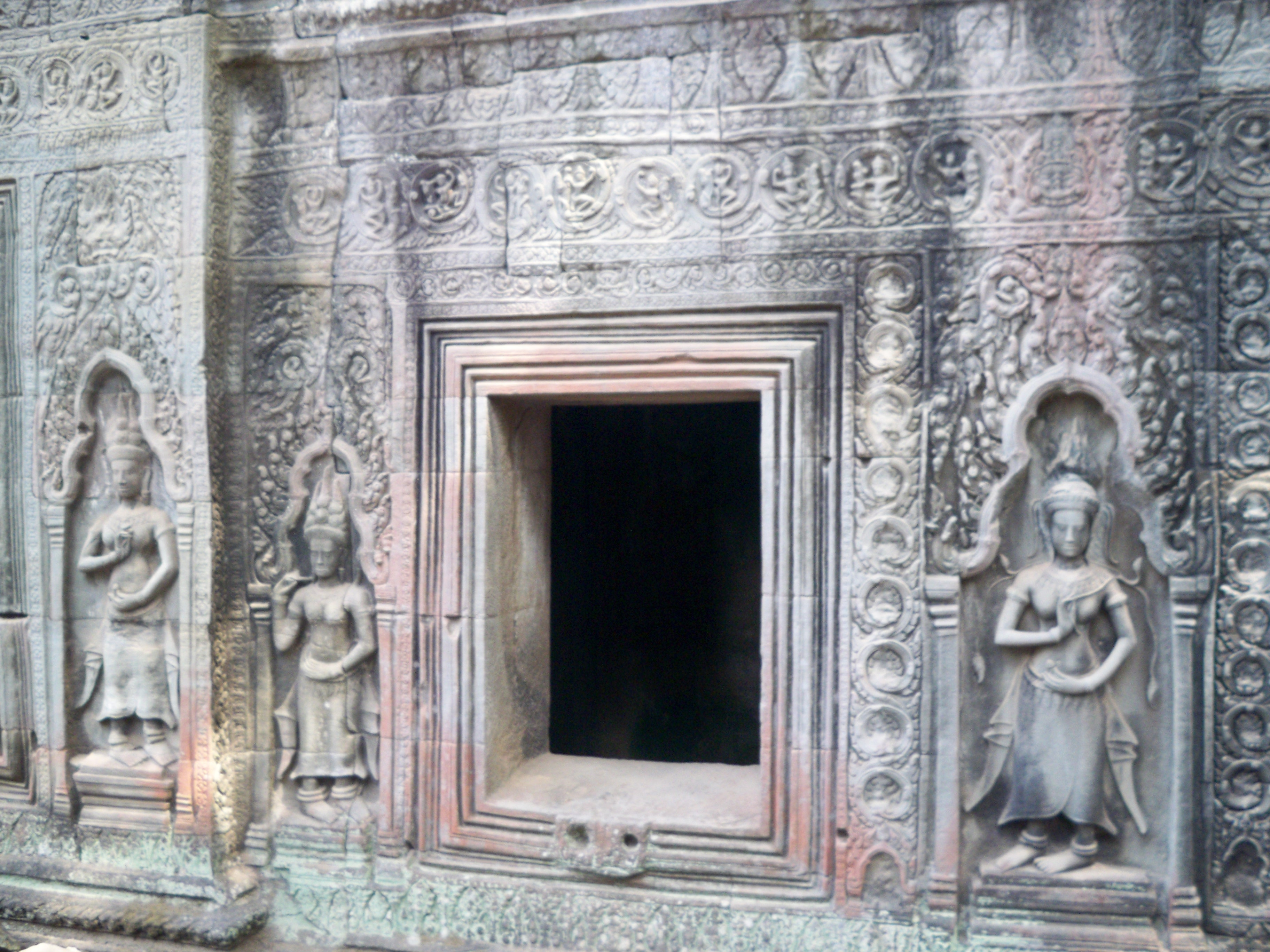
Baixo-relevo em um corredor

Ta Prohm não tem muitos baixo relevos (em comparação com Angkor Wat ou Angkor Thom ou). Uma explicação que tem sido dada para essa falta, é que muito do trabalho artístico original do templo budista deve ter sido destruída por iconoclastas Hindus após a morte de Jayavarman VII. De qualquer forma, algumas representações de cenas da mitologia budista se mantêm. Um baixo-relevo desgastado ilustra a "grande partida" de Siddhartha, o futuro Buddha, do palácio de seu pai.   O templo também possui relevos em pedra de devatas (menor divindades femininas), monges meditando ou ascetas, e dvarapalas.

## Árvores
As árvores que crescem fora das ruínas são, talvez, a característica mais distintiva de Ta Prohm, e "levaram mais escritores a um excesso descritivo do que qualquer outra característica de Angkor".."  Duas espécies predominam, mas fontes discordam sobre a sua identificação: quanto a maior ser o paineira ("Ceiba pentandra" ) ou "thitpok" ("Tetrameles nudiflora"),  e o menor ser a figueira estranguladora ("Ficus gibbosa"). ou a "Gold Apple" ("Diospyros decandra").

## Na mídia popular
O templo de Ta Prohm foi usado como um local no filme Tomb Raider. Embora o filme  tambem usou visuais de  outros templos de Angkor, as cenas filmadas em Ta Prohm foram bastante fiéis à aparência real do templo.